# Kinnarfell
Kinnarfell är kullar i republiken Island. De ligger i regionen Norðurland eystra, 270 km nordost om huvudstaden Reykjavík.